# Festival Séries Mania
Séries Mania est un festival international consacré aux séries télévisées du monde entier qui se déroule chaque année à Lille dans les Hauts-de-France. Il est le plus grand événement consacré uniquement aux séries télévisées dans le monde.
Créé au Forum des images à Paris en 2010, le festival Séries Mania se tient chaque année depuis 2018 à Lille à la suite de l'appel d'offres du gouvernement visant à créer en France le principal festival international d'Europe entièrement consacré aux séries, que Lille et la région remportent en 2017 face notamment à Cannes et Paris. Un forum destiné exclusivement aux professionnels se tient en parallèle.
L'édition 2025 (16e édition) a attiré plus de 108 000 visiteurs avec près de 5 000 professionnels accrédités en provenance de 75 pays.  Cette même édition a proposé 90 avant-premières et accueilli plus de 800 invités, tout en générant 35 millions de vues sur les réseaux sociaux et 2,5 millions de visites sur son site internet.

## Historique
Séries Mania a été créé à Paris en 2010 au Forum des images, avec Laurence Herszberg comme directrice générale, et Frédéric Lavigne comme directeur artistique.
Le 16 décembre 2015, Fleur Pellerin, alors ministre de la Culture, contacte Laurence Herszberg pour créer en France un grand festival international des séries télévisées, à l'image du festival de Cannes pour les films. En septembre 2016, Fleur Pellerin ayant été évincée du gouvernement, le projet est repris par la nouvelle ministre de la Culture Audrey Azoulay. Après un rapport suivi d'un appel à candidatures du CNC, cinq villes sont retenues. Finalement, en 2017, les projets de Cannes (le maire David Lisnard décidera tout de même malgré sa non-sélection de créer Canneseries dont Fleur Pellerin sera la présidente), Bordeaux, Nice et Paris sont écartés au profit de celui de Lille qui remporte l'appel d'offres ; défendu par le président de la région Hauts-de-France Xavier Bertrand, la maire de Lille Martine Aubry, la métropole, et validé par le CNC et le Ministère de la Culture,.
Une fois le projet de Lille choisi, la marque « Séries Mania » est reprise pour continuer à faire vivre ce festival qui possède déjà une certaine renommée avec 8 éditions à son compteur et dont l'équipe reste en grande partie la même. Laurence Herszberg est un temps approchée par Cannes, mais choisit de diriger le nouveau festival lillois avec son équipe et avec Rodolphe Belmer (ancien directeur du Groupe Canal+ et membre du conseil d'administration de Netflix) comme président. Séries Mania Lille / Hauts-de-France se dote finalement pour sa première édition lilloise en 2018 d’un budget de 5 millions d’euros avec 1 million du CNC ; 3,5 millions de la région Hauts-de-France ; et 500 000 euros de sponsors. Lors de cette première édition lilloise, plus d'une centaine de projections est programmée.
Le projet lillois, gratuit et ouvert à tous, est également plus festif avec de multiples animations dans la ville et la région, des soirées, des rencontres et masterclasses, des ateliers, des expositions, un village, un bus londonien emblématique estampillé aux couleurs du festival, ou encore un tapis de couleur mauve avant les principales projections. Le festival utilise plusieurs infrastructures de la ville (notamment la CCI, le Tripostal ou les salles UGC), les cérémonies et la compétition internationale se tiennent au Nouveau Siècle. Des tarifs spéciaux et des animations dans les trains sont également organisés pour l'événement.
Un forum, Séries Mania Forum, destiné aux professionnels du milieu de la série se tient en parallèle du festival. Celui-ci se déroule au Grand Palais et comprend notamment les Dialogues de Lille, un sommet international qui réunit législateurs européens et leaders mondiaux clés de l'industrie.
Une école, Série Mania Institute, est créée en 2021 pour former aux métiers des séries et ainsi soutenir la création de séries en Europe.
À la suite de la crise Covid, une plateforme streaming appelée Séries Mania+ permet également de suivre le festival depuis chez soi et ainsi de visionner les séries ou encore suivre les rencontres et conférences.
En février 2023, Anne Bouverot, présidente du conseil d'administration de l'École normale supérieure ainsi que de Technicolor Creative Studios et docteure en intelligence artificielle, reprend la présidence de Séries Mania, prenant ainsi la suite de Rodolphe Belmer, désormais PDG du Groupe TF1.

## Prix décernés
- Compétition internationale (Jury international) :
  - Grand Prix
  - Meilleur scénario
  - Meilleur acteur
  - Meilleure actrice

- Compétition française (Jury de la presse internationale) :
  - Meilleure série
  - Meilleur acteur
  - Meilleure actrice
  - Meilleure musique originale

- Panorama international (Jury de professionnels international) :
  - Meilleure série
  - Meilleure réalisation
  - Meilleur acteur
  - Meilleure actrice
  - Prix des étudiants (Jury étudiant de la région)

- Compétition formats courts (Jury de professionnels international) :
  - Meilleure série
  - Prix des lycéens (Jury lycéen de la région)

- Compétition comédies (Jury lycéen de la région) - Supprimé depuis l'édition 2025 :
  - Meilleure série
- Prix du public
- Label UGC spectateurs

Depuis 2019 le Prix Vidocq consacre la meilleure série policière française et est remis dans le cadre de Séries Mania par un jury de professionnels de la sécurité intérieure (procureur, préfet, sûreté, renseignement, enquêteur, policier, gendarme...). Il fait référence à Eugène-François Vidocq, né à Arras en 1775, bagnard-fugitif qui deviendra chef de la brigade de sûreté de la préfecture de police de Paris. Le trophée du prix représente sa canne.
Des Mentions spéciales sont également régulièrement attribuées.

## Éditions

### 2010
La 1re édition de Séries Mania s'est déroulée du 06 au 11 avril 2010 au Forum des images de Paris.

### 2011
La 2e édition de Séries Mania s'est déroulée du 11 au 17 avril 2011 au Forum des images de Paris.

#### Palmarès
- Prix du jury de la presse internationale :
  - Meilleure série française : Xanadu (Saison 1)
  - Meilleure interprétation masculine : Sami Bouajila dans Signature
  - Meilleure interprétation féminine : Karine Lyachenko dans Les Beaux Mecs
- Prix du public : Downton Abbey ( Royaume-Uni)
- Mention spécial pour une série française : Signature

### 2012
La 3e édition de Séries Mania s'est déroulée du 16 au 22 avril 2012 au Forum des images de Paris.

#### Palmarès
- Prix du jury de la presse internationale :
  - Meilleure série française : Ainsi soient-ils (Saison 1)
  - Meilleure interprétation masculine : Gilbert Melki dans Kaboul Kitchen
  - Meilleure interprétation féminine : Zara Prassinot, Camille Claris et Alysse Hallali dans Clash
- Prix du public ex æquo : Top Boy ( Royaume-Uni) ; Homeland ( États-Unis)

### 2013
La 4e édition de Séries Mania qui s'est déroulée du 22 au 28 avril 2013 au Forum des images de Paris, a accueilli plus de 15 000 spectateurs

#### Palmarès
- Prix du jury de la presse internationale :
  - Meilleure série française : Un village français (saison 5)
  - Meilleure interprétation masculine : Abdelhafid Metalsi dans Cherif
  - Meilleure interprétation féminine : Anne Caillon dans Dos au mur
- Prix du public : Don’t Ever Wipe Tears without Gloves ( Suède)

### 2014
La 5e édition de Séries Mania qui s'est déroulée du 22 au 30 avril 2014 au Forum des images de Paris, a accueilli 18 500 spectateurs.

#### Palmarès
- Prix du jury de la presse internationale[27] :
  - Meilleure série française : Ainsi soient-ils (Saison 2)
  - Meilleure interprétation masculine : Jean-Hugues Anglade dans Le Passager
  - Meilleure interprétation féminine : Marie-Ève Perron dans France Kbek
- Prix du public : Southcliffe
- Prix des blogueurs : Woman ( Japon)
- Prix des internautes : High Maintenance ( Royaume-Uni)

### 2015
La 6e édition de Séries Mania qui s'est déroulée du 17 au 26 avril 2015 au Forum des images de Paris, a accueilli 22 100 spectateurs.

#### Palmarès
- Prix du jury de la presse internationale[27] :
  - Meilleure série française : La Vie devant elles (Saison 1)
  - Meilleure interprétation masculine : Mathieu Kassovitz dans Le Bureau des Légendes
  - Meilleure interprétation féminine : Alix Poisson dans Disparue
- Prix du public : Fauda  États-Unis  Israël
- Prix du jury des blogueurs :
  - Deutschland 83 ( Allemagne)
  - Double mention du jury des blogueurs : Blue Eyes ( Suède) Strikers ( Belgique)
- Prix des internautes : Ex-Model ( France,  Chine)

### 2016
La 7e édition de Séries Mania a eu lieu du 15 au 24 avril 2016 au Forum des images de Paris. Cette 7e édition a accueilli près de 40 000 spectateurs.

#### Palmarès
- Prix de la Compétition internationale :
  - Grand Prix : El Marginal ( Argentine)
  - Prix spécial du Jury : The Kettering Incident ( Australie)
- Prix du jury de la presse internationale :
  - Meilleure série française : La Trêve ( Belgique)
  - Meilleure interprétation masculine : Angelo Bison dans Ennemi public
  - Meilleure interprétation féminine :  Laurence Leboeuf dans Marche à l'ombre
- Prix du public : Beau séjour ( Belgique) Jour Polaire ( France,  Suède)
- Prix du jury des blogueurs : NSU German History X ( Allemagne)
- Prix des webséries : Dating Dali ( Espagne)
- Prix de l'Association des critiques de séries (A.C.S) : Mr. Robot ( États-Unis)

### 2017
La 8e édition de Séries Mania a eu lieu du 13 au 23 avril 2017 principalement au Forum des images de Paris. Mais également à l'UGC Ciné Cité Les Halles, l'UGC Normandie, le Centre Pompidou, le Luminor et le Grand Rex. 53 000 visiteurs ont participé au festival.
Jury compétition international
Damon Lindelof, Agnieszka Holland, Clément Manuel, Eytan Fox, Aure Atika.

#### Palmarès
- Prix de la Compétition internationale :
  - Grand Prix : Your Honor ( Israël)
  - Prix spécial du Jury : I Love Dick ( États-Unis)
- Prix du jury de la presse internationale 
  - Meilleure interprétation masculine:  Kida Kodhr Ramadan dans 4 Blocks
  - Meilleure interprétation féminine: Anna Friel dans Broken
- Compétition Française :
  - Prix de la meilleure série : Transferts ( France)
  - Prix d'interprétation féminine : Ophélia Kolb dans On va s'aimer un peu, beaucoup...
  - Prix d'interprétation masculine : Arieh Worthalter dans Transferts
- Prix du public : The Good Fight ( États-Unis)
- Prix du jury des blogueurs : Juda ( Israël)
- Prix des webséries : Loulou ( France)
- Prix de l'Association des critiques de séries (A.C.S) : Missions ( France)
- Coup de cœur des internautes : Out There ( France,  Argentine)

### 2018

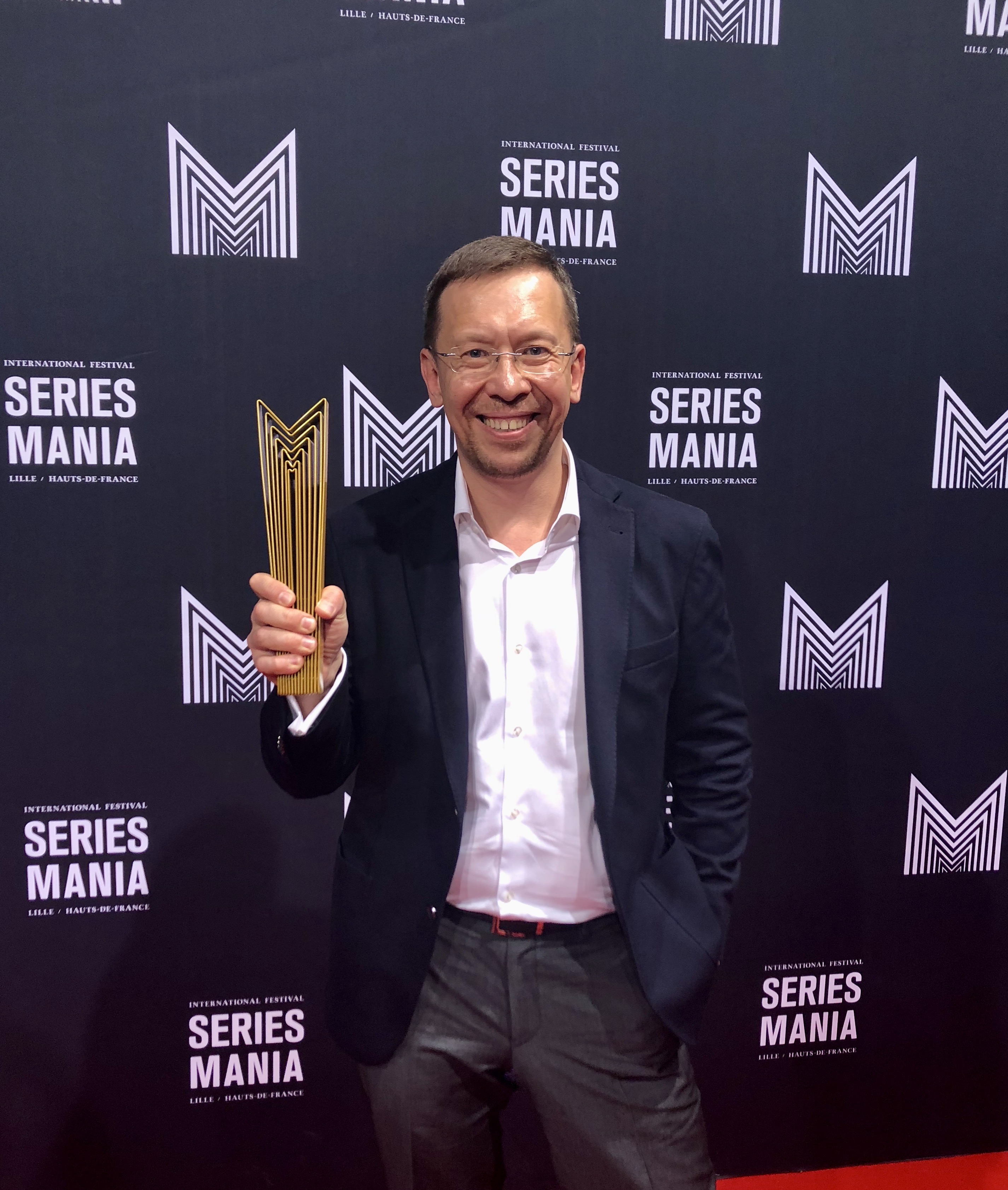
Albert Ryabyshev, producteur de films du studio Lookfilm au La 9^{e} édition de Séries Mania festival avec un prix

La 9e édition de Séries Mania a eu lieu du 27 avril au 5 mai 2018 pour la première fois dans la ville de Lille. Cette édition s'est déroulée dans divers endroits de la ville. Cette édition a rassemblé 55 639 personnes. Lors de cette première édition lilloise, plus d'une centaine de projections est programmée.
Cette édition s'est également tournée vers les professionnels en organisant un forum professionnel à Lille Grand Palais accueillant notamment pour l'occasion Reed Hastings le PDG de Netflix.
Les maîtres et maîtresses des cérémonies d'ouverture et de clôture furent respectivement Alessandra Sublet et Jonathan Lambert.

#### Jury
Jury de la Compétition internationale : Chris Brancato (Président), Maria Feldman, Maria Schrader, Clovis Cornillac et Pierre Lemaitre.

#### Palmarès
- Compétition internationale :
  - Grand Prix : On the Spectrum ( Israël)
  - Prix spécial du Jury : Il miracolo ( Italie,  France)
  - Meilleur acteur : Tommaso Ragno dans Il miracolo
  - Meilleure actrice : Anna Mikhalkova dans Une femme ordinaire ( Russie)
- Prix du public : Marvelous Mrs Maisel ( États-Unis)
- Compétition française :
  - Meilleure série : Ad Vitam ( France)
  - Meilleur acteur : ex æquo Bryan Marciano dans Vingt-cinq et Roschdy Zem dans Aux animaux la guerre
  - Meilleure actrice : Anne Charrier dans Maman a tort
- Compétition formats courts :
  - Prix du Jury : First Love ( France,  États-Unis)
  - Prix des lycéens : Kiki and Kitty ( Australie)
- Panorama international :
  - Meilleure série : Kiri ( Royaume-Uni)
- Marathon comédies :
  - Meilleure comédie : Kiki and Kitty ( Australie)

### 2019
La 10e édition de Séries Mania a eu lieu du 22 au 30 mars 2019 à Lille ; elle a attiré 72 332 visiteurs, et 2 700 professionnels ont été accrédités pour l'occasion. Plus de 70 séries différentes ont été projetées, pour de nombreuses premières mondiales,,.
Cette seconde édition lilloise reprend globalement les mêmes codes et lieux que la précédente. Plus de projections en région ont également été organisées dans diverses villes.
Plusieurs rencontres avec des invités ont eu lieu : Uma Thurman, Anna Paquin, Adam Scott, Freddie Highmore, Kristofer Hivju, Charlie Brooker et Annabel Jones (créateurs de Black Mirror).
Les maîtres et maîtresses des cérémonies d'ouverture et de clôture furent respectivement Frédérique Bel et Pablo Mira.

#### Jury
Jury de la Compétition internationale : Marti Noxon (Présidente), Julianna Margulies, Audrey Fleurot, Thomas Lilti, Delphine De Vigan et Daniel Grou (Podz).

#### Palmarès
- Compétition internationale :
  - Grand Prix : The Virtues ( Royaume-Uni), série créée par Shane Meadows et Jack Thorne, réalisée par Shane Meadows
  - Prix spécial du Jury : Just for today ( Israël), série créée par Nir Bergman et Rai Nehari, réalisée par Nir Bergman
  - Meilleur acteur : Stephen Graham (The Virtues, Royaume-Uni)
  - Meilleure actrice : Marina Hands (Mytho, France), série créée par Anne Berest, réalisée par Fabrice Gobert
- Prix du public : Mytho ( France), série créée par Anne Berest, réalisée par Fabrice Gobert
- Compétition française : 
  - Meilleure série : Une Île ( France), créée par Gaïa Guasti et Aurélien Molas, réalisée par Julien Trousselier
  - Meilleur acteur : Grégory Montel (Le Grand Bazar), série créée et réalisée par Baya Kasmi
  - Meilleure actrice : Carole Weyers (Double je), série créée par Camille Pouzol, Stéphane Drouot et Lionel Olenga, réalisée par Laurent Dussaux
- Compétition formats courts :
  - Meilleure série : People Talking (Gente hablando) ( Espagne), série créée et réalisée par Alvaro Carmona
- Panorama international :
  - Meilleure série : Exit ( Norvège), créée par Petter Testmann-Koch, Oystein Karlsen, réalisée par Oystein Karlsen
- Nuits des comédies :
  - Meilleure comédie : M'entends-tu? ( Canada), série créée par Florence Longpré, Pascale Renaud-Hébert et Nicolas Michon, réalisée par Miryam Bouchard
- Prix Vidocq : Sous la peau

### 2020
La 11e édition de Séries Mania devait initialement se tenir à Lille du 20 au 28 mars 2020. La programmation complète de cette édition fut annoncée en février : 74 séries inédites étaient programmées pour 38 avant premières mondiales; 25 pays étaient représentés; plus de 3000 professionnels étaient attendus pour le forum notamment; des animations, soirées, activités et expositions étaient prévues; et de nombreux invités internationaux devaient être présents (Tom Perrotta, Rachel Griffiths, Chris Brancato, Giancarlo Esposito, Manny Jacinto etc.).
Cette édition est finalement annulée quelques jours avant le début du festival, en raison des mesures prises par le gouvernement français concernant la lutte contre la pandémie de coronavirus en cours, notamment la mesure interdisant tout rassemblement de plus de 5 000 personnes, puis 1 000, puis 100, pour finalement arriver à un confinement obligatoire de la population pendant la période du festival,.

### 2021
À la suite de l'annulation de l'édition 2020 à cause de la pandémie de coronavirus en cours, la 12e édition de Séries Mania est programmée à Lille, exceptionnellement en été, du 26 août au 2 septembre 2021.
Les maîtres et maîtresses des cérémonies d'ouverture et de clôture furent respectivement Daphné Burki et Alex Vizorek ; la cérémonie d'ouverture fut diffusée en direct sur France 4 / Culturebox.

#### Jury
Jury de la Compétition internationale : Hagai Levi (Président), Zineb Triki, Thibault de Montalembert, Steven Canals, Mauricio Katz et Désirée Nosbusch.

#### Palmarès
- Compétition internationale :
  - Grand Prix :  Blackport ( Islande), créée par Gisli Örn Gardarsson, Björn Hlynur Haraldsson et Nina Dögg Filippusdottir[45]
  - Meilleur acteur : Itamar Rothschild, Orr Amrami et Shmuel Vilozni dans The Echo of your voice, créée et réalisée par Tom Shoval ( Israël)
  - Meilleure actrice : Marie Reuther dans Kamikaze ( Danemark)
- Prix du public : Germinal ( France), réalisée par David Hourrègue
- Compétition française : 
  - Meilleure série : Jeune et Golri, créée par Agnès Hurstel, Victor Saint Macary et Léa Domenach
  - Meilleur acteur : Daniel Njo Lobé dans Le Code
  - Meilleure actrice : Ariane Labed dans L’Opéra
- Compétition formats courts :
  - Meilleure série : Something Undone ( Canada)
- Panorama international :
  - Meilleure série : The Last Socialist Artefact ( Croatie)
  - Prix Spécial du Jury : Vida de colores ( Colombie)
  - Jury étudiant du Panorama International : We Are Lady Parts ( Royaume-Uni)
- Nuits des comédies :
  - Meilleure comédie : Fisk ( Australie)
- Prix Vidocq : Trauma (2020) et Laetitia (2021)

### 2022
La 13e édition de Séries Mania se tient à Lille du 18 au 25 mars 2022.
Les maîtres et maîtresses des cérémonies d'ouverture et de clôture furent respectivement Daphné Burki et Waly Dia ; la cérémonie d'ouverture fut diffusée en direct sur France 4 / Culturebox.

#### Jury
Jury de la Compétition internationale : Julia Sinkevych (présidente du jury), Christian Berkel, Marc Dugain, Shira Haas, Berkun Oya, Yseult.

#### Palmarès
- Compétition internationale[46] :
  - Grand Prix : Le Monde de demain ( France)
  - Meilleur acteur : Yehuda Levi dans Fire Dance ( Israël)
  - Meilleure actrice : Michelle de Swarte dans The Baby ( Royaume-Uni)
- Panorama international :
  - Meilleure série : The Dark Heart ( Suède)
  - Prix Spécial du Jury : Sunshine Eyes ( Allemagne)
  - Prix des étudiants : Funeral For A Dog ( Allemagne)
- Compétition française : 
  - Meilleure série : Chair tendre
  - Meilleure actrice : Inès Ouchaaou, Charlie Loiselier et Assa Sylla dans Reusss
  - Meilleur acteur : Axel Granberger dans Les Papillons noirs
  - Meilleure musique originale : Feu! Chatterton - Toutouyoutou
- Nuits des comédies :
  - Meilleure comédie : Bloody Murray ( Israël)
- Compétition formats courts :
  - Meilleure série : Float ( Royaume-Uni)
- Prix du public : The Birth Of Daniel F. Harris ( Royaume-Uni)
- Prix Vidocq : Les Invisibles

### 2023
La 14e édition de Séries Mania s'est tenue à Lille du 17 au 24 mars 2023.
L'édition 2023 a attiré plus de 85 000 visiteurs avec près de 4 000 professionnels  accrédités en provenance de 64 pays.

#### Jury
Jury de la Compétition internationale : Lisa Joy (présidente), Emmanuelle Béart, Anurag Kashyap, Chris Chibnall, Judah Levi, Lou Doillon.

#### Palmarès
- Compétition internationale[48] :
  - Grand Prix : The Actor ( Iran)
  - Meilleur scénario : John Kåre Raake et Linn-Jeanethe Kyed pour The Fortress ( Norvège)
  - Meilleure actrice : Margot Bancilhon dans la série  dans De Grâce ( France  Belgique)
  - Meilleur acteur : Michael Sheen dans Best Interests ( Royaume-Uni)

- Compétition française :
  - Meilleure série : Sous contrôle
  - Meilleure actrice : Clémentine Célarié dans Les Randonneuses
  - Meilleur acteur : Carel Brown dans Aspergirl
  - Meilleure musique originale : Rebeka Warrior et Maud Geffray - Split

- Panorama international :
  - Meilleure série : Blackwater ( Suède)
  - Meilleure réalisation : Ernesto Contreras pour Tengo Que Morir Todas las Noches ( Mexique)
  - Meilleure actrice : Rotem Sela et Gal Malka dans A Body That Works ( Israël)
  - Meilleur acteur : Eran Naim dans  Innermost ( Allemagne)
  - Prix des étudiants : Funny Woman ( Royaume-Uni)
- Compétition formats courts :
  - Meilleure série : Autodefensa ( Espagne)
- Compétition comédies :
  - Meilleure série : Rictus ( France)
- Prix du public : Little Bird ( Canada)
- Prix Vidocq : Syndrome E

### 2024
La 15e édition de Séries Mania s'est tenue à Lille du 15 au 22 mars 2024.
L'édition a attiré 98 000 visiteurs (soit 15% de plus que l'édition précédente) avec 4 200 professionnels accrédités en provenance de 72 pays.

#### Jury
Jury de la Compétition internationale : Zal Batmanglij (président), Malick Bauer (de), Bérénice Bejo, Charlotte Brändström, Sofiane Zermani.

#### Palmarès
- Compétition internationale[50] :
  - Grand Prix : Rematch ( France  Hongrie)
  - Meilleur scénario : Thomas Wendrich pour Herrhausen – The Banker and the Bomb ( Allemagne)
  - Meilleure actrice : Annette Bening dans la série Apples Never Fall ( Australie  États-Unis)
  - Meilleur acteur : Kamel El Basha dans House of Gods ( Australie)

- Compétition française :
  - Meilleure série : Machine
  - Meilleure actrice : Tiphaine Daviot dans Murder Club
  - Meilleur acteur : Jérémy Gillet dans Une amitié dangereuse
  - Meilleure musique originale : Julie Roué - Le Monde n'existe pas

- Panorama international :
  - Meilleure série : Dates in real life ( Norvège)
  - Meilleure réalisation : Javier Ambrossi et Javier Calvo pour La Mesías ( Espagne)
  - Meilleure actrice : Robyn Malcolm dans After The Party ( Nouvelle-Zélande  Australie)
  - Meilleur acteur : Karlis Arnolds Avots dans Soviet Jeans ( Lettonie)
  - Prix des étudiants : La Mesías ( Espagne)
- Compétition formats courts :
  - Meilleure série : Ceux qui rougissent ( France  Suisse)
  - Mention spéciale : Limbo zone ( Finlande)
- Compétition comédies :
  - Meilleure série : Videoland ( Australie)
- Prix du public : Soviet Jeans ( Lettonie)
- Prix Vidocq :  Polar Park

### 2025
La 16e édition de Séries Mania s'est tenue à Lille du 21 au 28 mars 2025. 
L'édition a attiré plus de 108 000 visiteurs avec près de 5 000 professionnels accrédités en provenance de 75 pays. L'édition 2025 a proposé 90 avant-premières et accueilli plus de 800 invités, tout en générant 35 millions de vues sur les réseaux sociaux et 2,5 millions de visites sur son site internet. 
Les maîtres et maîtresses des cérémonies d'ouverture et de clôture furent respectivement Daphné Burki et David Castello-Lopes. 

#### Jury
Jury de la Compétition internationale : Pamela Adlon (présidente), Victor Le Masne, Ignacio Serricchio, Minkie Spiro, Karine Viard.

#### Palmarès
- Compétition internationale[54] :
  - Grand Prix : Querer ( Espagne)
  - Meilleur scénario : The German ( Israël  États-Unis)
  - Mention spéciale scénario : The Deal ( Belgique  Suisse  France  Luxembourg)
  - Meilleure actrice : Lili Reinhart dans Hal & Harper ( États-Unis)
  - Meilleur acteur : Luca Marinelli dans Mussolini: Son of the century  ( France  Italie)

- Compétition française :
  - Meilleure série : 37 secondes
  - Meilleure actrice : Elsa Guedj dans Le sens des choses
  - Meilleur acteur : Arthur Dupont dans La famille rose
  - Meilleure musique originale : Intraçables (Log out) (&  Suisse)

- Panorama international :
  - Meilleure série : Céleste ( Espagne)
  - Meilleure réalisation : At the end of the night ( Iran)
  - Meilleure actrice : Carmen Machi dans Céleste ( Espagne)
  - Meilleur acteur : Matthew Gurney dans Reunion ( Royaume-Uni)
  - Prix des étudiants : Requiem for Selina ( Norvège)
  - Mention spéciale : Putain ( Belgique)
- Compétition formats courts :
  - Meilleure série : One of us is trembling ( Danemark)
  - Prix des lycéens : Wingspan ( Allemagne)
  - Mention spéciale : El'Sardines ( France  Algérie)
- Prix du public : Empathie ( Canada)
- Label UGC spectateurs : Mariliendre ( Espagne) et What is feels like for a girl ( Royaume-Uni)
- Prix Vidocq :  Les enfants sont rois

### 2026
Une nouvelle édition de Séries Mania est annoncée à Lille du 20 au 27 mars 2026. 